# Докучаев, Сергей Владиславович
Сергей Владиславович Докучаев (род. 8 мая 1978 года) — российский пловец в ластах, заслуженный мастер спорта России.

## Карьера
Четырёхкратный чемпион мира. Трёхкратный призёр чемпионатов мира. Трёхкратный чемпион Всемирных игр 1997 года.
Многократный чемпион и призёр чемпионатов Европы и России.
В настоящее время занимается тренерской работой в Берёзовском. Тренер высшей категории.